# Antonio Tabucchi

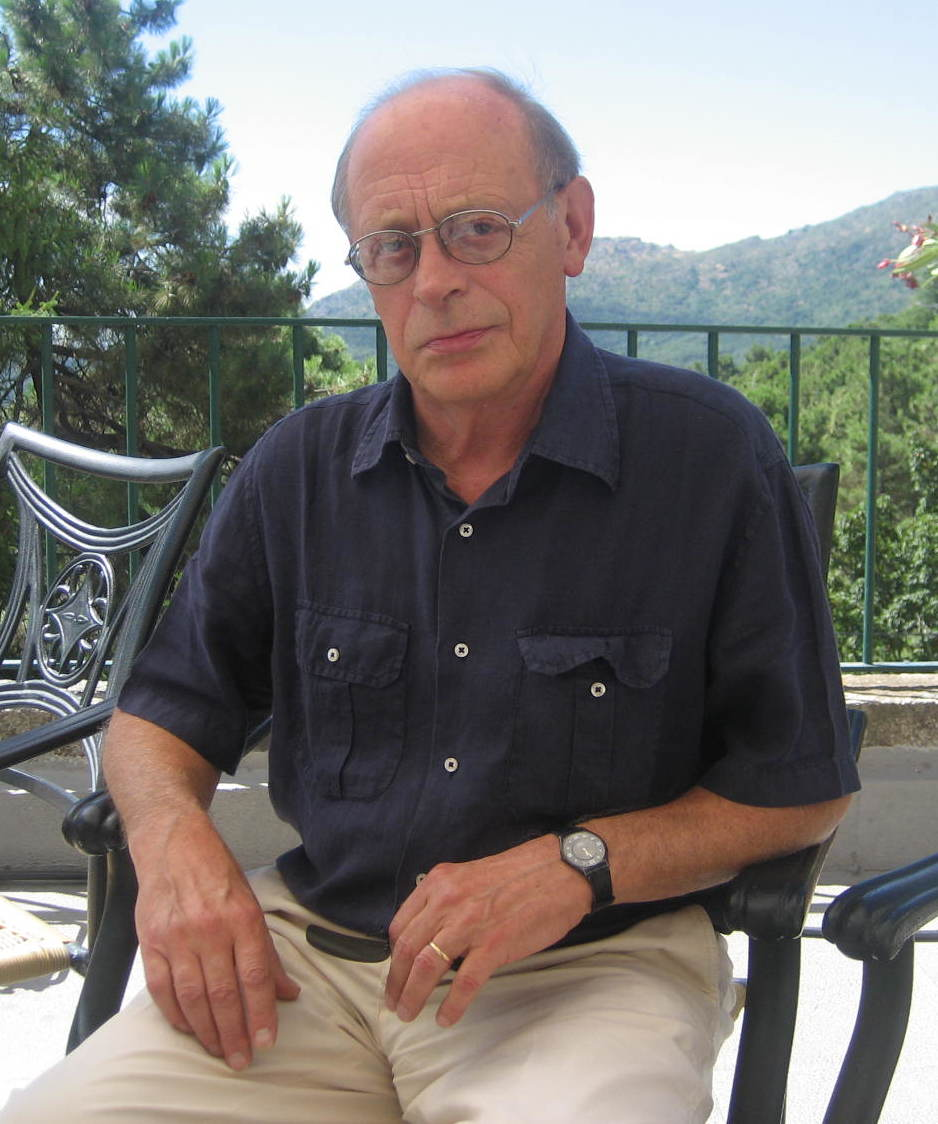
Antonio Tabucchi

Antonio Tabucchi (Pisa, 23 september 1943 – Lissabon, 25 maart 2012) was een Italiaans schrijver, vertaler en literatuurwetenschapper. Hij stond vooral bekend om zijn romans, waarvan enkele met (inter)nationale prijzen bekroond zijn, maar heeft ook veel werken van de Portugese schrijver Fernando Pessoa vertaald. Bovendien heeft hij Portugese taal en letterkunde gedoceerd aan verschillende Italiaanse universiteiten. In zijn verhalen beschrijft hij vaak een onvoorspelbare en oncontroleerbare werkelijkheid.

## Biografie
Tabucchi groeide op bij zijn grootouders in Vecchiano, een dorpje niet ver van zijn geboorteplaats Pisa. Hij studeerde letteren aan de universiteit van Pisa en in Parijs. Tijdens zijn studie reisde hij veel door Europa, en voelde zich vooral aangetrokken door Portugal en de Portugese literatuur. Na een wat langer verblijf in Lissabon studeerde hij af met een scriptie over het surrealisme in Portugal. Vanaf 1973 doceerde hij Portugese taal en literatuur aan de universiteit van Bologna. In dat jaar schreef hij ook zijn eerste roman Piazza d'Italia.
In 1978 werd hij hoogleraar aan de universiteit van Genua. Hij publiceerde enkele romans en verhalenbundels, maar verwierf pas echt bekendheid in 1984 met zijn roman Notturno indiano. In 1985 publiceerde hij Piccoli equivoci senza importanza en in 1986 Il filo dell'orizzonte, waarin net als in Notturno indiano de zoektocht van de protagonist naar zijn identiteit centraal staat. In de periode van 1987 tot 1990 publiceerde hij verschillende werken, o.a. het in het Portugees geschreven Requiem.
Het jaar 1994 was een erg belangrijk jaar voor Tabucchi; hij publiceerde Gli ultimi tre giorni di Fernando Pessoa en Sostiene Pereira, de roman waarmee hij drie prijzen gewonnen heeft. De protagonist van deze roman is voor veel tegenstanders van antidemocratische regimes het symbool geworden van de verdediging van de vrijheid van informatie, ook voor de politieke tegenstanders van Silvio Berlusconi. In de verfilming door Roberto Faenza speelt Marcello Mastroianni de rol van Pereira. 
In 1997 schreef hij La testa perduta di Damasceno Monteiro, een verhaal dat gebaseerd is op een nieuwsbericht over een man wiens lijk in een park gevonden is, en die in een politiebureau in de buurt van Lissabon vermoord blijkt te zijn. Het verhaal is niet alleen op feiten gebaseerd, maar hij heeft bij het schrijven van deze roman ook gebruikgemaakt van onderzoek van de Europese Raad naar het respecteren van de mensenrechten op politiebureaus.
In 1999 publiceerde hij onder andere Ena poukamiso gemato likedes, waarin hij twijfels vergelijkt met vlekken op een shirt. Wanneer er geen vlekken op een shirt zitten, twijfelt Tabucchi, omdat het dan te schoon is. Volgens hem is het de taak van intellectuelen om perfectie in twijfel te trekken, omdat uit perfectie doctrines, dictators en totalitaire ideeën zouden voortkomen.
In 2001 verscheen de briefroman Si sta facendo sempre più tardi, een roman die uit zeventien ongeadresseerde brieven bestaat en die in Frankrijk met een prijs bekroond is. 
De laatste jaren verbleef Tabucchi de helft van het jaar bij zijn vrouw en twee kinderen in Lissabon, waar hij zich aan het schrijven wijdde. De rest van het jaar bracht hij in Toscane door en was hij letterkundedocent aan de universiteit van Siena. Bovendien schreef hij voor de Italiaanse krant Corriere della Sera en voor de Spaanse krant El País. Sinds maart 2006 werkte hij mee aan een blog van de groep "Il cantiere", een vereniging die de politiek en de democratie wil vernieuwen.
In 2012 stierf hij aan de gevolgen van kanker.

## Thematiek
Drie aan Pessoa ontleende concepten die Tabucchi's werk typeren zijn "saudade", "finzione" (een term die zowel "fictie" als ook "hypocrisie" en "leugen" betekent), en de verborgen kant van de realiteit. Saudade is nostalgie naar de toekomst en het verleden tegelijkertijd, een ambivalent gevoel dat een typisch en moeilijk uit te leggen karakter geeft aan vrijwel al zijn verhalen. De "finzione" uit zich in een fascinatie voor het masker en de vele gezichten van de persoonlijkheid, en is hierdoor nauw verbonden met de leugen. De verborgen kant van de realiteit, haar keerzijde, toont vaak juist de ware betekenis ervan; het is de meest authentieke kant, die gekenmerkt wordt door tegenstrijdigheden, paradoxen, dubbelzinnigheden en het toeval, en die naar voren komt in dromen en hallucinaties.
Een andere inspiratiebron is de schilderkunst. Schilderijen van Paolo Uccello, Van Gogh, Goya en Velázquez spelen vaak een belangrijke rol in zijn verhalen.
Belangrijke elementen van Tabucchi's poetica zijn geheugen, fantasie en nieuwsgierigheid. Het geheugen is echter nogal onbetrouwbaar, omdat het juist door die fantasie gemanipuleerd wordt, waardoor leugens en tegenstellingen domineren in een herinnering. 
Door het tegenstrijdige en onbetrouwbare van de realiteit staat in zijn werk "het zoeken" centraal. Er zijn weinig absolute zekerheden en veel vragen, waarop lang niet altijd een antwoord gevonden wordt. Zijn verhalen hebben vaak een open einde.

## Receptie
Tabucchi heeft prijzen ontvangen voor een aantal van zijn werken, en verschillende romans zijn verfilmd, door Franse, Portugese en Italiaanse regisseurs.
Notturno indiano: de Franse Prix Médicis voor de beste buitenlandse roman (1987). In 1989 ontving hij de titel "Do Infante Dom Herique" van de president van Portugal. In datzelfde jaar werd hij door de Franse regering benoemd tot "Chevalier des Arts et des Lettres". Voor Sostiene Pereira heeft hij vier prijzen ontvangen: de "Super Campiello", de "Scanno", de "Jean Monnet" en de Aristeionprijs. In 2002 ontving hij van "France culture" een prijs voor Si sta facendo sempre più tardi.

#### Romans en verhalen
- Piazza d'Italia (1975)
- Il piccolo naviglio (1978)
- Il gioco del rovescio e altri racconti (1981)
- Donna di Porto Pim (1983)
- Notturno indiano (1984)
- Piccoli equivoci senza importanza (1985)
- Il filo dell'orizzonte (1986)
- I volatili del Beato Angelico (1987)
- Pessoana mínima (Lissabon, 1987)
- L'angelo nero (1991)
- Sogni di sogni (1992)
- Requiem (1992)
- Gli ultimi tre giorni di Fernando Pessoa (1994)
- Sostiene Pereira. Una testimonianza (1994)
- La testa perduta di Damasceno Monteiro (1997)
- Marconi, se ben mi ricordo (1997)
- L'Automobile, la Nostalgie et l'Infini (1998)
- Gli Zingari e il Rinascimento (1999)
- Ena poukamiso gemato likedes (Athene, 1999)
- Si sta facendo sempre più tardi. Romanzo in forma di lettere (2001)
- Autobiografie altrui. Poetiche a posteriori (2003)
- Brescia piazza della Loggia 28 maggio 1974-2004 (2004)
- Tristano muore. Una vita (2004)
- Racconti (2005)

#### Essays
- Un baule pieno di gente. Scritti su Fernando Pessoa (1990)
- Conversazione con Antonio Tabucchi: dove va il romanzo? (1995)
- La gastrite di Platone (1998)

#### Theater
- I dialoghi mancati (1988)

#### Vertalingen
- F. Pessoa. Una sola moltitudine I, II (1979, 1984)
- F. Pessoa. Il libro dell'Inquietudine di Bernardo Soares (1986)
- C. Drummond De Andrade. Sentimento del mondo (1987)
- F. Pessoa. Lettere alla fidanzata (1988)
- F. Pessoa. Il poeta è un fingitore. Duecento citazioni scelte da Antonio Tabucchi (1988)

#### Verfilmingen van zijn werk
- Rebus door Massimo Guglielmi (Italië, 1989)
- Notturno Indiano door Alain Corneau (Frankrijk, 1989)
- Il filo dell'orizzonte door Fernando Lopez (Portugal, 1993)
- Sostiene Pereira door Roberto Faenza (Italië-Frankrijk, 1995)
- Requiem door Alain Tanner (Zwitserland-Frankrijk-Portugal, 1998)

## Links en bronnen
- https://web.archive.org/web/20080705035702/http://www.ilcantiere.org/blogs
- Eleonora Conti. Alcuni elementi costitutivi dell'opera di Tabucchi

https://web.archive.org/web/20051226013934/http://www.comune.bo.it/iperbole/boll900/tabucchi.htm
- Federico Pellizzi. Bibliografia essenziale

https://web.archive.org/web/20060426082220/http://www.comune.bologna.it/iperbole/boll900/tab-bib.htm
- Bibsys: 90372914
- Biblioteca Nacional de Chile: 000117220
- Biblioteca Nacional de España: XX911201
- Bibliothèque nationale de France: cb12056239h (data)
- Catàleg d'autoritats de noms i títols de Catalunya: 981058509998906706
- CiNii: DA05047668
- Digitale Bibliotheek voor de Nederlandse Letteren: tabu001
- Gemeinsame Normdatei: 119022060
- International Standard Name Identifier: 0000 0001 2146 3635
- Library of Congress Control Number: n84178794
- MusicBrainz: 9c932d12-5742-42e9-aa07-02eac0fd3d33
- Bibliotheek van het Japanse parlement: 00475899
- Nationale Bibliotheek van Tsjechië: jn20000605256
- Nationale bibliotheek van Australië: 35695432
- Nationale Bibliotheek van Israël: 987007296197505171
- Nationale Bibliotheek van Polen: a0000002584646
- Nationale en Universitaire bibliotheek Zagreb: 000053687
- Nederlandse Thesaurus van Auteursnamen: 072883626
- Réseau des bibliothèques de Suisse occidentale: 02-A003884995
- Istituto Centrale per il Catalogo Unico: CFIV004335
- LIBRIS: 227898
- SNAC: w6mt7h84
- Système universitaire de documentation: 028801334
- Trove: 1046296
- Virtual International Authority File: 106662948
- WorldCat: E39PBJppyTmMd6MQkMrfyTdJDq